# Charles Coste
Charles Coste, född 8 februari 1924 i Ollioules, är en fransk före detta tävlingscyklist.
Coste blev olympisk guldmedaljör i lagförföljelse vid sommarspelen 1948 i London.
Coste var den äldsta bäraren av facklan vid olympiska sommarspelen 2024 under öppningsceremonin av spelen i Paris.

## Utmärkelser
- Riddare av Hederslegionen,  31 december 2021[1]
- Medalj för ungdom, idrott och föreningsliv
- Riddare av Akademiska palmen
- Olympisk mästare

[Redigera Wikidata]